# الوزیس
شهر الوزیس در استان آتیک در کشور یونان واقع شده است که دارای جمعیت ۲۷٬۶۷۳  نفر می‌باشد.